# البیدونا
البیدونا (به ایتالیایی: Albidona) یک سکونتگاه مسکونی در ایتالیا است که در استان کزنتزا واقع شده‌است.

## خصوصیات
البیدونا ۶۳ کیلومترمربع مساحت و ۱٬۴۸۹ نفر جمعیت دارد و ۸۱۰ متر بالاتر از سطح دریا واقع شده‌است.